# K2-141b
K2-141b (còn được gọi là EPIC 246393474.01) là một hành tinh ngoại bằng đá khổng lồ quay quanh cực kỳ gần với một ngôi sao dãy chính màu cam K2-141. Hành tinh này được phát hiện lần đầu tiên bởi kính viễn vọng không gian Kepler trong sứ mệnh K2 "Ánh sáng thứ hai" và sau đó được quan sát bởi máy quang phổ HARPS-N.